# فرانك كورتني
فرانك كورتني هو مجدف كندي، ولد في 13 يوليو 1906 في ريدنغ في المملكة المتحدة، وتوفي في 28 أغسطس 1944.

## وصلات خارجية
- فرانك كورتني على موقع أوليمبيديا (الإنجليزية)